# Natascha Schaffrik-Hindelang
Natascha Schaffrik-Hindelang, geb. Schaffrik, gsch. Tomczyk, (* 6. Mai 1975 in Darmstadt) ist eine ehemalige deutsche Eishockeyspielerin, die über viele Jahre für den Mannheimer ERC, TuS Wiehl, Frankfurter ESC und ERC Sonthofen in der Fraueneishockey-Bundesliga aktiv war. Mit der deutschen Nationalmannschaft nahm sie an insgesamt fünf Welt- und vier Europameisterschaften teil. Seit ihrem Karriereende ist sie als Eishockeytrainerin aktiv.

## Karriere
Natascha Schaffrik begann ihre Karriere in den männlichen Nachwuchsteams in ihrer Heimatstadt Darmstadt, den heutigen ESC Darmstadt Dukes. Später spielte sie für die Junioren des Frankfurter ESC, bevor sie zum Mannheimer ERC wechselte. 1990, im Alter von 15 Jahren, nahm sie erstmals an einer Eishockey-Weltmeisterschaft teil und belegte mit dem Nationalteam den siebten Platz. Mit dem MERC gewann sie 1990 und 1992 die Deutsche Meisterschaft.
1995 wechselte sie zum TuS Wiehl, für den sie weiter in der Fraueneishockey-Bundesliga spoielte und 1996 Vizemeister wurde. Während der Saison 1996/97 wechselte sie innerhalb der Bundesliga Nord zum Frauenteam des Frankfurter ESC, bevor sie zur Saison 1997/98 zum MERC zurückkehrte. 1999 und 2000 gewann sie zwei weitere Meistertitel mit den Wild Cats des MERC.
Anfang der 2000er Jahre war sie als Natascha Tomczyk bekannt, kehrte aber später wieder zu ihrem Mädchennamen (Schaffrik) zurück. Tomczyk wurde vor den Olympischen Spielen 2002 von Bundestrainer Rainer Nittel wegen angeblich mannschaftsschädigendem Verhalten aus dem Olympiakader gestrichen. Dadurch verlor sie anschließend die Zugehörigkeit zur Sportfördergruppe der Bundeswehr und absolvierte anschließend ein Fernstudium (Fitness Ökonomie). Zu diesem Zeitpunkt hatte sie 155 Länderspiele für Deutschland absolviert.
Mit insgesamt 159 Länderspielen gehört sie zu den deutschen Rekordnationalspielerinnen.

## Erfolge und Auszeichnungen
- 1990 Deutscher Meister mit dem Mannheimer ERC
- 1992 Deutscher Meister mit dem Mannheimer ERC
- 1996 Deutscher Vizemeister mit dem TuS Wiehl
- 1999 Deutscher Meister mit dem Mannheimer ERC
- 2000 Deutscher Meister mit dem Mannheimer ERC

## Karrierestatistik
(Legende zur Spielerstatistik: Sp oder GP = absolvierte Spiele; T oder G = erzielte Tore; V oder A = erzielte Assists; Pkt oder Pts = erzielte Scorerpunkte; SM oder PIM = erhaltene Strafminuten; +/− = Plus/Minus-Bilanz; PP = erzielte Überzahltore; SH = erzielte Unterzahltore; GW = erzielte Siegtore; 1 Play-downs/Relegation; Kursiv: Statistik nicht vollständig)